# Étienne-Nicolas Méhul
Étienne-Nicolas Méhul (født 22. juni 1763 i Givet, død 18. oktober 1817 i Paris) var en fransk komponist.
Méhul begyndte sin musikergerning allerede i 10-års-alderen som organist i sin fødeby. 1778 kom han til Paris og fik ved gode anbefalinger en sikret stilling som lærer. Bekendtskabet med Gluck og opførelsen af dennes Iphigénie en Tauride greb Méhul i den grad, at han besluttede at blive operakomponist. Efter mange skuffelser fik han da operaen Euphrosine et Conradin frem (1790); den spilledes på Opéra Comique og gjorde opsigt ved sin dramatiske kraft. 1792 fulgte Stratonice og derefter en række operaer, af hvilke Le jeune Henri (1797) er mest bekendt, dels fordi den ved opførelsen blev udpebet, da terroristerne ikke vilde tåle et scenisk værk, hvori en konge fremstilledes og tilmed sympatetisk, dels på grund af ouverturen, en art jagtstykke, der har holdt sig til vore dage som vidnesbyrd om Méhuls evner som orkesterkomponist.
Da konservatoriet grundlagdes (1794), blev Méhul en af dets inspektører, og på same tid optogs han i Akademiet. Revolutionstiden var ikke hans frembringelser og talent gunstig. Da den var til ende, levede han op på ny som komponist, og i stedet for pligtarbejder som republikanske hymner og kantater eller mindre ting som patriotiske sange, hvoriblandt den berømte Chant du départ, begyndte han atter at skrive for scenen og fik en række operaer opførte, deriblandt L’irato (1801), Une folie — motivet som i Du Puys "Ungdom og Galskab" — (1802), Le trésor supposé ("Skatten") (samme år), Uthal (1806) og frem for alle Joseph, Méhuls berømteste og betydeligste værk (1807). Herefter komponerede Méhul kun lidet; i den bevægelse i fransk musik, der betegnes med navnet Spontini, fulgte Méhul ikke med; mismodig over at sættes i skygge trak han sig i flere år tilbage til syden for at søge lindring for en brystsygdom. Ved sin død havde han dog ophold i Paris.
Méhuls menneskelige egenskaber som ven, rådgiver og lærer sættes meget højt; som komponist blev det navnlig hans opgave at højne den franske komiske opera (for hvilken bland andet også Joseph skreves), der i længere tid var dyrket ret dilettantisk. Hans forbillede var Gluck, og han stræbte som denne at virke dramatisk og at skrive i en enkel og ædel stil. Som sin mester vilde han påvirke tilhørerens fantasi ved en farverig instrumentation og vovede sig her helt ud i det eksperimenterende. Méhul når ikke sit forbillede i patos og fantasifuldhed, men hans musik er klar, sikkert formet, nobel og blid, undertiden lidt borgerlig følsom.